# Donald Frederick Blaxell
Donald Frederick Blaxell OAM (* 1. Februar 1934 in Sydney, New South Wales) ist ein australischer Botaniker. Sein botanisches Autorenkürzel lautet „Blaxell“.
Seit 1957 arbeitete Blaxell an der Universität von New South Wales. 1968 trat er ins „National Herbarium of New South Wales“, eine Abteilung der Royal Botanic Gardens in Sydney, ein, wo er vorwiegend mit Lawrie Johnson zusammenarbeitete. Er ist ein Spezialist für Eukalypten und Orchideen und sammelte viele Typusmaterialien aus dem Osten Australiens.
Mit Johnson zusammen erstellte er 1972 die Erstbeschreibungen von Eucalyptus rupicola und Eucalyptus sphaerocarpa, 1973 die von Eucalyptus paliformis und Eucalyptus sclerophylla.
In den Jahren 1974 und 1975 wurde Blaxell als „Australian Botanical Liaison Officer“ zu den Royal Botanic Gardens in Kew (London) entsandt.
Für seine Verdienste um den Gartenbau, insbesondere durch die Royal Botanic Gardens, Sydney, und die Entwicklung der Gärten in Mount Annan und Mount Tomah wurde er 2001 mit der Medaille des Order of Australia ausgezeichnet.

## Veröffentlichungen (Auswahl)
- Contributions from the New South Wales Herbarium
- The Orchids of Australia - the Eastern Temperate Zone, 1971
- Blaxell, D F. 1975. The Status of Schlechter's Specimens of Orchidaceae held at the National Herbarium of New South Wales - 2. New Caledonia, Celebes, Borneo, Sumatra, 1975. Telopea 1(1). S. 49–54
- Rotherham, E R; B G Briggs; D F Blaxell; R C Carolin. Australian Flora in Colour: Flowers and Plants of New South Wales and Southern Queensland. Zusammen mit E. R. Rotherham, B. G. Biggs und R. C. Carolin. Erschienen bei: A.H. & A.W. Reed, Sydney 1975
- Notes on Australian Orchidaceae - a new combination in Liparis, 1978. Telopea 1(5). S. 357–358
- Type Specimens of Schlechter's Names in Orchidaceae at the Conservatoire et Jardin Botaniques, Geneve, 1978. Telopea 1(5). S. 359–363
- A new Species of Stylidium (Stylidiaceae) from the Sydney Region, 1978. Zusammen mit M. M. Hindmarsh. Telopea 1(5). S. 365–370
- Flowers & Plants of New South Wales & Southern Queensland. Zusammen mit E. R. Rotherham, B. G. Briggs und R. C. Carolin. Erschienen bei: Reed Books, Sydney 1979, 192 S., 556 farbige Abbildungen
- New Taxa and Combinations in Eucalyptus-4, 1980. Zusammen mit L. A. S. Johnson. Telopea 1(6). S. 395–397
- The Orchidaceae of German New Guinea. Incorporating the Figure Atlas. (Übersetzung ins Englische von R. Schlechters Werk: Die Orchidaceen von Deutsch-Neu-Guinea mit Figuren-Atlas zu den Orchidaceen von Deutsch-Neu-Guinea). Zusammen mit R. S. Rogers, H. J. Katz und J. T. Sommons. Melbourne, Australian Orchid Foundation, Melbourne 1982. 1180 Seiten